# Cometes flavipennis
Cometes flavipennis är en skalbaggsart som beskrevs av Jean Baptiste Lucien Buquet 1851. Cometes flavipennis ingår i släktet Cometes och familjen långhorningar. Inga underarter finns listade i Catalogue of Life.